# Freya Hoffmeister
Freya Hoffmeister (nacida el 10 de mayo de 1964) es una atleta y empresaria alemana que posee varios récords de expediciones de resistencia en kayak de mar.
En 2009 realizó la circunnavegación de Australia sola y sin asistencia , convirtiéndose en la primera mujer en realizar la gesta, siendo Freya 28 días más rápida que su antecesor, Paul Caffyn. .
El 3 de mayo de 2015 se convirtió en la primera mujer en circunnavegar el continente de América del Sur .

## Personal
Desde joven Freya siempre ha sido muy atlética, siendo capaz de andar sobre las manos alrededor de la casa familiar con solo 6 años. Compitió como en gimnasia y fitness. A la edad de 16, siendo demasiado alta para la gimnasia, compitió en tiro skeet. A los 23 años empezó a practicar paracaidismo completando más de 1.500 saltos, incluyendo el primer salto en tandem sobre el Polo Norte . También ha competido en el concurso de belleza Miss de Alemania, donde puntuó sexta .
Hoffmeister posee una cadena de siete franquicias de café helado, un pequeño restaurante vegetariano y una tienda de regalos de Navidad.

## Circunnavegación de Islandia
En 2007, Freya y Greg Stamer completaron la circunnavegación más rápida hasta la fecha de Islandia, en 33 días .

## Circunnavegación de Nueva Zelanda
En enero de 2008 completó en solitario la circunnavegación de la Isla Sur de Nueva Zelanda, convirtiéndose en la tercera persona que lo realiza en los últimos 30 años, compitiendo con Barbro Lindman de Suecia y Justine Curgenven de Gales por ser la primera mujer en realizar la gesta .
Completó la travesía de 2.700 km en 70 días, 6 días más rápido que el récord anterior de Paul Caffyn .

## Circunnavegación de Australia
La expedición Australiana de Freya comenzó en Queenscliff el 18 de enero de 2009 .
Navegó en dirección contraria a las agujas del reloj a lo largo de la línea de costa en 322 días, de los cuales 245 fueron de navegación efectiva .
Alcanzó la mitad del viaje aproximadamente en Broome, en 171 días, el 29 de junio de 2009 y finalizó de vuelta en Queenscliff el 15 de diciembre de 2009.
Para acortar el máximo de terreno, remó a través del Golfo de Carpentaria, una distancia de 575 km en mar abierto. Este trayecto le tomó 7 noches y 8 días, requiriendole dormir en el kayak en medio del mar. Este cruce solo había sido realizado dos veces con anterioridad, una vez por Eric Stiller/Tony Brown y otra vez por Andrew McAuley.
La única persona que había conseguido realizar la circunnavegación completa de Australia con anterioridad fue el neozelandés Paul Caffyn , que tardó 361 días (257 de navegación), en 1981-1982 . Freya completó el viaje 28 días más rápida.
Durante la expedición, tuvo que lidiar con cocodrilos de agua salada, tiburones, serpientes marinas y medusas mortales . Su kayak fue eventualmente mordido por un tiburón, que dejó dos agujeros en el lateral de la embarcación.
El periodista Joe Glickman ha documentado el viaje de Freya en su libro Fearless: One Woman, One Kayak, One Continent, publicado el 24 de enero de 2012.

## Circunnavegación de América del Sur
El 30 de agosto de 2011 empezó la circunnavegación de América del Sur desde Buenos Aires. Su idea original era remar rumbo sur bordeando la costa, alcanzando el cabo al sur de Tierra del Fuego, acabando la primera etapa del viaje (8.000 km) en Valparaíso, el principal puerto cerca de Santiago de Chile en ocho meses. Tras esta primera etapa, volvió a casa durante cuatro meses.
El 5 de mayo de 2012, el día número 248 de su viaje, completó el primer tramo de su circunnavegación, llegando a Valparaíso como había planificado.
Remó un total de 2.676 km en esta etapa, donde fue capaz de cruzar el Cabo de Hornos.
Empezó la segunda etapa en septiembre de 2012, remando al norte para alcanzar Perú y Ecuador, cruzando el ecuador y pasando Colombia. Remó a través del Canal de Panamá y luego al sur dirección Venezuela, finalizando otros 8.000 km en Georgetown, Guyana.
Tras otra gran pausa, inició la tercera parte del viaje en septiembre de 2013, pasando por Brasil y Uruguay para volver a Buenos Aires a tiempo para celebrar su 50 cumpleaños el 10 de mayo de 2014.
Freya está convencida de que nadie realizará una expedición similar a la suya en los próximos años.

## Circunnavegación de América del Norte
En la actualidad, 2017, Freya se embarca en otra gran expedición para circunnavegar Norteamérica en kayak, una tarea que ha estimado le tomará 9 años, en 10 países y 50.000 km, en tramos de 3 a 5 meses.